# Amaia Zubiria

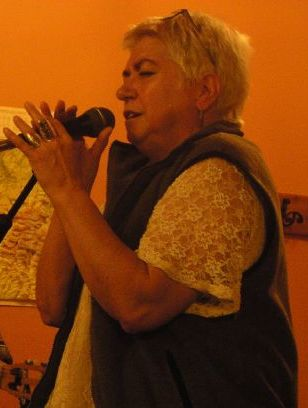
Amaia Zubiria (2006)

Amaia Zubiria (* 11. September 1947 in Donostia, Gipuzkoa) ist eine spanisch-baskische Sängerin.

## Leben
Beeinflusst von ihrer Mutter, zeigte sie schon früh großes Interesse für den Gesang. Sie nahm schon als junges Mädchen an Wettbewerben teil, durch ihre frühe Hochzeit verschwand sie einige Zeit aus der Öffentlichkeit und nahm auch keine neuen Lieder mehr auf. Sie veröffentlichte drei Alben in Zusammenarbeit mit Txomin Artola und weitere drei mit Pascal Gaigner, darunter auch Egun Argi Hartan im Jahr 1985. Sie brachte 12 Soloalben heraus. Die wichtigsten Themen ihrer Lieder sind Liebe, Verlust, Melancholie, Nostalgie, die Suche nach Bedeutung und Folklore.
Amaia Zubiria ist Mitglied der baskischen Band Haizea und arbeitet teils mit anderen Sängern, teils alleine.

## Diskografie
- 1977: Haizea: Haizea
- 1979: Haizea: Hontz gaua
- 1986: Amaia Zubiria eta Pascal Gaigne: Kolorez eta ametsez
- 1985: Amaia Zubiria eta Pascal Gaigne: Egun argi hartan
- 1990: Amaia Zubiria eta Pascal Gaigne: Hamar urte zineman
- 1991: Amaia Zubiria eta Txomin Artola: Folk lore sorta I
- 1992: Amaia Zubiria eta Txomin Artola: Folk lore sorta II
- 1993: Amaia Zubiria eta Txomin Artola: Folk lore sorta III
- 1998: Amaia Zubiria: Ho pitxu ho
- 1995: Amaia Zubiria: Amonaren mengantza
- 1998: Amaia Zubiria: Mami xuri
- 2002: Amaia Zubiria: Haatik
- 2008: Amaia Zubiria: Nabil
- 2011: Amaia Zubiria: Amona Mantangorri